# Албанська кухня
Албанська кухня (алб. Kuzhina shqiptare) — національна кухня албанців, середземноморська, сформувалася під впливом багатьох кухонь, в тому числі італійської та турецької. Албанська кухня характеризується використанням спецій, як-от чорний перець і середземноморські трави, орігано, м'ята, базилік, розмарин, які використовуються в приготуванні м'яса та риби, іноді використовується перець чилі й часник.
- Овочі присутні майже в будь-якій трапезі. Зазвичай всі овочі вирощують в Середземноморських регіонах країни і продають на місцевих ринках. Місцеві жителі купують свіжі овочі на ринках вранці, але ринки працюють весь день.
- М'ясо широко використовується в стравах, зокрема використовуються кишка і голова, які серед інших частин вважаються делікатесом.
- Молочні продукти є невід'ємною частиною кухні, як правило супроводжуються хлібом та алкогольними напоями, як-от ракія.
- Морепродукти в основному поширені в прибережних районах і містах країни, як-от Дуррес, Вльора, Шкодер, Лежа і Саранда.

Основна трапеза албанців — ланч, який складається з gjellë (тушковане м'ясо з різними овочами), яке є головною стравою, і салату зі свіжих овочів, до складу якого входять томати, огірки, зелений перець, і маслини. Салат заправляється сіллю, оливковою олією, оцтом та/або лимонним соком.

## Напої[1]
- Пиво — «Korca» (Корча). Має сертифікатміжнародного стандарту ISO 22000. У 2009 році у Франкффурті пиво отримало Міжнародний приз Європи у номінації «Diamond»; «Тирана», «Каон», «Пея».
- Кон'як — «Скенденбег» — оригінальний албанський алкогольний напій. Перша дегустація відбулася 1 вересня 1967 р. Кон'як «Скандербег» виробляють і зберігають тільки в дубових чанах і діжках, що надає йому ему глибокий аромат, тонкий букет и особливий колір. До його складу входять витримана ракія, екстракти гірських трав і дуба, перероблені фрукти — виноград, лимон, чорна слива Тропоі, етиловий спирт, цукровий сироп, м'гка вода, карамель тощо. У 1970 році кон'як отримав бронзову медаль у Пловдиві, у 1972 році там же отримав золоту.
- Фернет — настоянка із різних трав.
- Ракія — албанська горілка з виноградного спирту.
- Вино — червоні вина: «Мерлот», «Кабернет» (Берат, Влера, Пермет), «Калмет» (Шкодер), «Маврод» (Лісрвик, Лушне); білі вина: «Шеш», «Бардх» (Тиррана), «Рислинг» (Дуррес).